# Мођона (Арецо)
Мођона је насеље у Италији у округу Арецо, региону Тоскана.
Према процени из 2011. у насељу је живело 119 становника. Насеље се налази на надморској висини од 708 м.